# Мухаммед аль-Муайяд
Мухаммед аль-Муайяд (араб. المؤيد محمد بن الناصر; помер 25 лютого 1503) – імам Зейдитської держави в Ємені.